# Годжаев, Салех Балай оглы
Салех Балаевич Годжаев (1899—1984) — азербайджанский ученый-изобретатель, кандидат технических наук (1949), ректор АПИ (1941—1960).

## Биография
Родился в 1899 году в селе Илису Гахского района.
Был одним из организаторов комсомола, в 1918 году — заместитель председателя комсомола в Балакене, в 1920 г. работал председателем Закаталинского ревкома.
После окончания рабфака в Баку в 1925 году поступил на технологический факультет АПИ, а также работал слесарем на заводе имени С. Буденного. Некоторое время спустя он был направлен в регионы по линии мобилизации партии, затем продолжил учёбу с 1928 года, а в 1932 году получил диплом инженера-механика на факультете машиностроения.
После окончания института снова принимал участие в партийной деятельности, работал уполномоченным Народного комиссариата тяжелой промышленности, инженером сборочного цеха лейтенанта Шмидта, первым секретарь Шамхорского райкома партии, первым секретарём Загатальского райкома партии, Кировского райкома партии.
Работал руководителем трестов «Кировнефть», «Азернефтемаш», министром транспорта Азербайджанской ССР, главой «Азернефтекомбината», первым заместителем председателя Совета министров Азербайджанской ССР.
В 1941—1960 годах — ректор Азербайджанского политехнического института.
Салех Годжаев получил степень кандидата технических наук в 1949 году. Неоднократно избирался членом Центрального комитета Коммунистической партии Азербайджана и депутатом Верховного Совета Азербайджанской ССР (1-4-й созывы).

## Награды
- 4 ордена Трудового Красного Знамени (27.04.1940, «в ознаменование 20-й годовщины освобождения Азербайджана от ига капитализма и установления там советской власти, за успехи в развитии нефтяной промышленности, за достижения в области подъёма сельского хозяйства и образцовое выполнение строительства Самур-Дивичинского канала»; …; …; …)
- Орден Красной Звезды
- Орден «Знак Почёта»
- медали.